# Liste des répliques de bateau viking

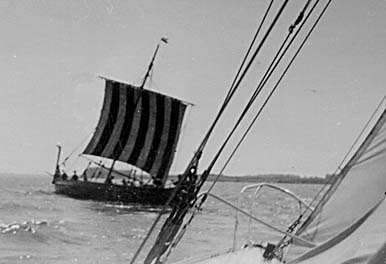
Bateau viking

Cet article présente la liste des répliques de bateau viking. Les répliques de navires vikings sont l'un des types les plus communs de réplique de bateau.
Le Viking, la première réplique d'un navire viking, a été construit par le chantier naval Rødsverven à Sandefjord, en Norvège. En 1893, il a traversé l'océan Atlantique jusqu'à Chicago pour l'Exposition universelle de 1893. Anciennement situé dans Lincoln Park à Chicago, le Viking est actuellement en conservation à Chicago Park District. 
Il y a un nombre considérable de reconstructions modernes de navires de l'âge des Vikings en service autour de l'Europe du Nord et de l'Amérique du Nord. Le Musée des navires vikings de Roskilde à Roskilde au Danemark est l'un des plus prolifiques dans la construction des répliques fidèles aux découvertes archéologiques de par sa collection dite Skuldelev.

## Europe

### Allemagne
- Sigyn - Schleswig - 2002, (14,5 m, Skuldelev 3)
- Svarog - Ukranenland, Torgelow - 1997, 10 m
- Svantevit - Ukranenland, Torgelow - 1998, 14 m

### Danemark
- Freja - Frederikssund, 1998 (13,7 m, 7-15 personnes)[1]
- Freja Byrding - Hejlsminde, (14 m, 5-8 personnes, Skuldelev 3)
- Havhingsten fra Glendalough ("Sea Stallion from Glendalough") - Roskilde, 2004 (29 m, 60-100 personnes, Skuldelev 2)
- Heidrun - Skælskør
- Helge Ask - Roskilde, 1991 (17 m, 30 personnes, Skuldelev 5)
- Imme Aros - Århus, 1969 (13,5 m, 30 personnes, Ellingå ship of AD 1163, renamed Imme Struer 2003)[2]
- Imme Gram - Tønder, 1963 (20 m, 32 personnes, bateau de Ladby, perdu en 2009)
- Imme Sejr - Tønder, 2013 (21,5 m, 38 personnes, bateau de Ladby)[3]
- Kraka - Roskilde, 1971 (13 m, 7-15 personnes)
- Kraka Fyr - Roskilde, 1987 (12,2 m, 5-15 personnes, Skuldelev 6)
- Lindheim Sunds - Ollerup, 1977 (17 m, 30 personnes, Skuldelev 5)
- Nidhug - Lundby Strand, 1998 (16 m, 3-28 personnes)[4]
- Ottar af Roskilde - Roskilde, 2000 (15,84 m, 6-8 personnes, Skuldelev 1)
- Randaros - Randers
- Roar Ege - Roskilde, 1985 (14 m, 5-8 personnes, Skuldelev 3)
- Røskva - Skælskør
- Sebbe Als - Augustenborg, 1969 (17 m, 30 personnes, Skuldelev 5)
- Sif Ege - Frederikssund, 1990 (14 m, 5-8 personnes, Skuldelev 3)[5]

### Estonie
- Turm - Tartu, 2008-09, (12 m, Bateau de Lapuri)[6]
- Aimar - Käsmu, 2009-10, (12 m, 8 personnes, Bateau de Gokstad[7]
- Thule and Neyve - Nõva Läänemaa, 2010-11,(6,7 m, 4 personnes, Bateau de Gokstad)[8]
- Äge - Kiruvere, 2011-12, (1,62 m, 12 personnes, Foteviken 1)[9],[10]

### Finlande
- Rus - Replot, 1993, (12 m, Bateau de Lapuri, naufrage en 1994)
- Heimløsa Rus - Vaasa, 1996, Bateau de Lapuri[11]
- Sotka - Helsinki, 1997, Bateau de Lapuri[12]
- Helga - Lieto, Bateau de Lapuri

### France
- Dreknor - Cherbourg, 2008 (23,40 m, 35 personnes, Bateau de Gokstad) - Port d'attache : Carentan-les-Marais
- Gungnir - Puiselet-Saint-Pierre-lès-Nemours, 2001, (18 m, 12 rameurs, Bateau de Gokstad)
- Njord Vegr - La Madeleine sur Loing, 2001 (9,75m, 6 rameurs, Bateau de Gokstad , c.900 - reconstruction historique de Viking Ship Museum à Roskilde)
- Vinland - Le Canet, 1990 (17 m, 32 rameurs, Bateau de Gokstad - coulé en 2010)[13]
- Bátar Fyr - Toulouse, 2019 (12 m, 12 rameurs, Skuldelev 6)[14]
- Olaf d'Olonne - Sables d'Olonne, 2024 (23,5 m, bateau de Gokstad).

### Islande
- Íslendingur - Njarðvík, 1996 (22,5 m, 9 personnes, Bateau de Gokstad, 2008 - Viking World museum)
- Vésteinn - Thingeyri , 2008 (12 m 14 personnes, bateau de Gokstad)[15]

### Norvège
- Dragon Harald Fairhair (Draken Harald Hårfagre) - Haugesund, 2012 (35 m, 100 personnes)
- Dronningen - Bjørkedalen, 1987 (Bateau d'Oseberg)
- Gaïa - Sandefjord, 1990 (24 m, 32 personnes, Bateau de Gokstad)
- Lofotr - Musée viking de Lofotr, 1992 (23,8 m, 32 personnes, Bateau de Gokstad)
- Saga Farmann - Tønsberg, 2018, (20,60 m, 8 personnes, Bateau de Klåstad)
- Saga Oseberg - Tønsberg, 2012, (22 m, 30 personnes, Bateau d'Oseberg)
- Saga Siglar - Volda - 1983, (16,5 m, knarr  Skuldelev 1, coulé en 1992)

### Suède
- Aifur - Lac Mälar, 1992 (9 m, 9 personnes, Bateau de Gokstad)
- Glad av Gillberga - Comté de Värmland, 1998, (17,5 m, 32 personnes, Skuldelev 5)
- Helga Holm - Stockholm, 1983 (22,50 m, 20 personnes, réplique du bateau n°5 de Helgeandsholmen)
- Himingläva - 2001, (9,75 m, 9 personnes, petit Bateau de Gokstad)
- Krampmacken - (8 m, 9 personnes, petit Bateau de Bulverket)
- Ormen Friske - Trosa, 1949, (23 m, 12-70 personnes, Bateau de Gokstad, perdu en 1950)[16]
- Tälja - Norrtälje, 1996-98, (9,30 m, 9/11 personnes, Viksbåten (Bateau de Norrtälje))[17]
- Vidfamne - Göteborg, 1994, (16,3 m, 12/15 personnes, Bateau d'Äskekärr Musée municipal de Göteborg)

### Royaume-Uni
- Hugin - Pegwell Bay (en) (Ramsgate),1949 Bateau de Gokstad construit au Danemark)
- Ratatosk - construit en Norvège, (6 personnes, Bateau de Gokstad)[18]
- Odin's Raven - réplique de Bateau de Gokstad Peel

## Amérique du Nord

### Canada
- Freydis Joanna - Musée d'Alberta, 2008 (6,5 m, construit à Musée des navires vikings de Roskilde,bateau de Gokstad)[19]
- Munin - Vancouver, 2001, (12 m, 7-15 personnes bateau de Gokstad)[20]
- Snorri - Vinland (Newfoundland), 1997 (16 m, Skuldelev 1)
- Viking Saga - Vinland, (Newfoundland)

### États-Unis
- Skelmir - San Antonio (Texas), (6,7 m, 8 personnes)
- Viking - construit en Norvège en 1893, exposé à Chicago Park District[21]
- Leif Erikson - Norvège,1926,(12,8 m, 4 personnes) conservé au Leif Erikson Park à Duluth[22]
- Redwolf - San Antonio, (12 m, 17 personnes - en construction)
- Fyrdraca - Missouri, 1979, (10 m, 18 personnes - retiré du service de The Longship Company en 2003)[23]
- Sae Hrafn - Maryland, 2005, (12 m, 18 personnes)
- Gyrfalcon - Maryland, 1981, (6,5 m, 5 personnes)[24]
- Skogar Þrostur (Blackbird) - Connecticut, (6,7 m, 3 personnes)[25]
- Yrsa - Missouri, (8,2 m, 8 personnes)
- Wulfwaig - Oklahoma City, (6,4 m, 5 personnes)
- Hjemkomst - Hjemkomst Center (en) à Moorhead (Minnesota), 1974[26]
- Norseman - Kalmar Nyckel Shipyard, Wilmington, (12 m,)[27]